# Ryan Giggs
Ryan Joseph Giggs (Ely, 29. studenog 1973.) je velški nogometni trener i bivši nogometaš. Giggs je igrač s najviše osvojenih naslova Premier lige, čak 13. puta. Cijelu profesionalnu karijeru proveo je u Manchester Unitedu, te je igrač s najviše nastupa za crvene vragove. Dana 5. ožujka 2013. zabilježio je 1000.-ti nastup za Manchester United. Slijedom sporazumnog raskida ugovora koji ga je još jednu sezonu vezivao za Manchester United, Velšanin koji je bio pomoćnik bivšeg trenera Louisa van Gaala, nakon 29 godina provedenih u klubu napustio je Old Trafford u srpnju 2016. godine.
Nosio je dres s brojem 11.

## Statistika
| Natjecanje          | Početak | Kraj  | Svi nastupi | Golovi | Gol. po ut. |
| ------------------- | ------- | ----- | ----------- | ------ | ----------- |
| Domaća liga         | 1991.   | 2014. | 672         | 114    | 0,16        |
| Europska natjecanja | 1994.   | 2014. | 157         | 29     | 0,18        |
| FA kup              | 1991.   | 2014. | 74          | 12     | 0,16        |
| Liga kup            | 1991.   | 2014. | 41          | 12     | 0,29        |
| Ostala natjecanja   | 1991.   | 2014. | 19          | 1      | 0,05        |
| Ukupno              | 1991.   | 2014. | 963         | 168    | 0,17        |